# Sergi Rosanas
Sergi Rosanas Moragas (Cabrera de Mar, España, 29 de enero de 2001) es un futbolista español que juega como defensa en Sparta de Róterdam de la Eredivisie.

## Estadísticas

### Clubes
Actualizado al último partido disputado el 19 de mayo de 2024.
| Club                              | Div.          | Temporada     | Liga  | Liga  | Copas nacionales | Copas nacionales | Copas internacionales | Copas internacionales | Total | Total |
| Club                              | Div.          | Temporada     | Part. | Goles | Part.            | Goles            | Part.                 | Goles                 | Part. | Goles |
| --------------------------------- | ------------- | ------------- | ----- | ----- | ---------------- | ---------------- | --------------------- | --------------------- | ----- | ----- |
| F. C. Barcelona Atlètic · España  | 2.ª B         | 2020-21       | 1     | 0     | ―                | ―                | ―                     | ―                     | 1     | 0     |
| F. C. Barcelona Atlètic · España  | 1.ª F         | 2022-23       | 5     | 0     | ―                | ―                | ―                     | ―                     | 5     | 0     |
| F. C. Barcelona Atlètic · España  | Total club    | Total club    | 6     | 0     | 0                | 0                | 0                     | 0                     | 6     | 0     |
| Jong Sparta · Países Bajos        | 3.ª           | 2023-24       | 5     | 1     | —                | —                | —                     | —                     | 5     | 0     |
| Jong Sparta · Países Bajos        | Total club    | Total club    | 5     | 1     | 0                | 0                | 0                     | 0                     | 5     | 1     |
| Sparta de Róterdam · Países Bajos | 1.ª           | 2023-24       | 2     | 0     | 1                | 0                | —                     | —                     | 3     | 0     |
| Sparta de Róterdam · Países Bajos | 1.ª           | 2024-25       | 0     | 0     | 0                | 0                | —                     | —                     | 0     | 0     |
| Sparta de Róterdam · Países Bajos | Total club    | Total club    | 2     | 0     | 1                | 0                | 0                     | 0                     | 3     | 0     |
| Total carrera                     | Total carrera | Total carrera | 13    | 1     | 1                | 0                | 0                     | 0                     | 14    | 1     |